# Cerro El Ávila
Cerro El Ávila (spanska: berget El Ávila), oftast enklare kallat "El Ávila," är ett bergsmassiv i centrala delen av norra Venezuela. Berget reser sig dramatiskt norr om huvudstaden Caracas och skiljer staden från Karibiska havet. Berget ingår i nationalparken Parque Nacional El Ávila.